# Scorn (videojoc)
Scorn és un pròxim videojoc en primera persona amb ambientació bio punk, una aventura d'argument d'horror i supervivència desenvolupat per Ebb Software per a les plataformes de Microsoft Windows i Xbox Sèrie X/S. El joc està inspirat en els treballs dels artistes visuals H. R. Giger i Zdzisław Beksiński.

## Mecànica del videojoc
El jugador controla un humanoide sense pell, perdut en un planeta alienígena fictici de malson ple de criatures estranyes i tapís macabre, que s'assembla a una estructura tecno-orgànica viva composta d'acer, carn i ossos. El personatge explorarà diferents regions interconnectades de manera no lineal, buscant respostes que expliquin més sobre el món del joc.
En uns inicis, el videojoc, presentarà dues armes principals: una pistola i un rifle de tres canons que dispara algunes formes de punxes orgàniques. El jugador comença amb la pistola, una arma de 6 trets que fa un dany lleu als enemics del joc. Sembla que és completament orgànic, començant per la base amb aspecte de boca per a l'arma que es pot obrir per deixar que la pistola mateixa es retiri i es canviï per l'escopeta. L'escopeta és una arma de 3 trets que fa un dany considerable als enemics de prop, però el dany disminueix a llargues distàncies. L'escopeta està composta dels mateixos materials que la pistola, semblant feta de matèria orgànica.

## Desenvolupament
Ebb Software és un estudi de desenvolupament de jocs serbi fundat el 2013. Els desenvolupadors han afirmat dissenyar el joc al voltant de la idea de "ser llançat al món", i com a tal, es dona molt poc context sobre la configuració del joc. Els desenvolupadors han explicat que volen que l'entorn inquietant sigui un personatge en si mateix.
El joc es va anunciar per primera vegada el 12 de novembre de 2014, amb un tràiler que mostrava imatges prealfa, seguit d'una campanya sense èxit a Kickstarter el desembre de 2014, però malgrat això, el joc es va mantenir en desenvolupament amb un llançament previst en dues parts. El gener de 2015, Scorn va rebre finançament privat d'un inversor i va començar la producció completa el febrer de 2015. El joc estava previst per a ser llançat en dues parts, la primera s'anomena Dasein (pronunciació alemanya: [ˈdaːzaɪn]), una paraula alemanya que significa "estar allà" en alemany vernacular (alemany: da "allà"; sein "ésser"), i "estar-en-el-món" en la filosofia de Martin Heidegger. Més tard, l'equip de producció va anunciar llançar el joc com un tot, en lloc de parts, encara que la data de llançament encara no s'havia anunciat.
El 2017, Ebb Software va llançar un segon Kickstarter, assolint el seu objectiu de 150.000 € el setembre d'aquell any.
El 7 de maig de 2020, es va anunciar que el joc es publicaria a PC i tindria l'exclusivitat de la consola a Xbox Series X, funcionant en 4K i 60 fps, i no es llançarà a la generació anterior de consoles perquè l'equip de desenvolupadors no ho té previst, ja que no volen dedicar temps de desenvolupament a la que seria una versió inferior del joc i l'experiència general. Scorn també es publicarà a Steam, Windows Store i GOG.
El joc estava programat per ser llançat a la tardor del 2021, però després es va anunciar un retard fins al 2022.